# 黑腭蛇綿鳚
黑腭蛇綿鳚，為輻鰭魚綱鱸形目绵鳚亞目绵鳚科的其中一種，分布於南冰洋海域，屬深海底棲性魚類，棲息深度在水深580至650公尺，體長可達28公分。

## 扩展阅读
維基物種上的相關：黑腭蛇綿鳚